# Плесница
Плесница — река в России, протекает в Белохолуницком и Слободском районах Кировской области. Устье реки находится в 789 км по левому берегу реки Вятки. Длина реки составляет 28 км, площадь водосборного бассейна 152 км².
Исток реки в лесном массиве в 2 км к северу от села Прокопье (центр Прокопьевского сельского поселения). Верхнее течение реки находится в Белохолуницком районе, нижнее — в Слободском. Река несколько раз меняет направление течения, генеральное направление — юго-запад. Всё течение реки проходит по ненаселённому лесу, соединена каналами с системами мелиоративных канав на торфоразработках. Впадает в Вятку напротив деревни Пыреги (Шестаковское сельское поселение).

## Данные водного реестра
По данным государственного водного реестра России относится к Камскому бассейновому округу, водохозяйственный участок реки — Вятка от истока до города Киров, без реки Чепца, речной подбассейн реки — Вятка. Речной бассейн реки — Кама.
По данным геоинформационной системы водохозяйственного районирования территории РФ, подготовленной Федеральным агентством водных ресурсов:
- Код водного объекта в государственном водном реестре — 10010300212111100031952
- Код по гидрологической изученности (ГИ) — 111103195
- Код бассейна — 10.01.03.002
- Номер тома по ГИ — 11
- Выпуск по ГИ — 1